# راندرزاکر
راندرزاکر (به آلمانی: Randersacker) یک منطقهٔ مسکونی در آلمان است که در Würzburg واقع شده‌است.